# نیوا پلی
«نیوا پلی» (انگلیسی: Neva Play) ترانه‌ای از رپر آمریکایی مگان دی استالین با همکاری رپر کره‌ای آراِم از بی‌تی‌اس است. این ترانه در ۶ سپتامبر ۲۰۲۴ توسط هات گرل پروداکشنز و گروه موسیقی وارنر منتشر شد. «نیوا پلی» موسیقی متن رسمی دبلیودبلیوئی اسمک‌داون در یواس‌ای نتورک است.

## جدول‌های موسیقی
| جدول (۲۰۲۴)                                         | بالاترین جایگاه |
| --------------------------------------------------- | --------------- |
| هیپ هاپ/آراندبی استرالیا (ای‌آرآی‌ای)                 | ۲۰              |
| کانادا (۱۰۰ تک‌آهنگ داغ کانادا)                      | ۶۳              |
| ۲۰۰ آهنگ جهانی (بیلبورد)                            | ۱۷              |
| یونان بین‌المللی (آی‌اف‌پی‌آی)                          | ۵۲              |
| ایرلند (آی‌آرام‌ای)                                   | ۹۷              |
| تک‌آهنگ‌های دیجیتال ژاپن (اوریکون)                    | ۲۷              |
| ترانه‌های دانلود ژاپن (بیلبورد ژاپن)                 | ۲۲              |
| Japan Hot Overseas (بیلبورد ژاپن)                   | ۱۹              |
| تک‌آهنگ‌های داغ نیوزیلند (آرام‌ان‌زی)                   | ۲               |
| فیلیپین (بیلبورد هات ۱۰۰)                           | ۶۱              |
| سنگاپور (آرآی‌ای‌اس)                                  | ۲۲              |
| دانلود کره جنوبی (سرکل)                             | ۱۹              |
| تک‌آهنگ‌های بریتانیا (اوسی‌سی)                         | ۶۶              |
| آراندبی/هیپ هاپ بریتانیا (اوسی‌سی)                   | ۱۶              |
| بیلبورد هات ۱۰۰ ایالات متحده                        | ۳۶              |
| ترانه‌های داغ آراندبی/هیپ-هاپ ایالات متحده (بیلبورد) | ۷               |

## تاریخچه انتشار
| منطقه | تاریخ          | فرمت                  | ناشر          | منابع  |
| ----- | -------------- | --------------------- | ------------- | ------ |
| مختلف | ۶ سپتامبر ۲۰۲۴ | دانلود دیجیتال استریم | هات گرل وارنر | [ ۱۸ ] |
| مختلف | ۷ سپتامبر ۲۰۲۴ | سی‌دی                  | هات گرل وارنر | [ ۱۹ ] |